# شهاب القواسمي
شهاب القواسمي هو فنان تشكيلي فلسطيني مقدسي وُلد عام 1959 في القدس القديمة، وتحديدًا في حارة باب السلسلة المطلة على قبة الصخرة والمسجد الأقصى. يُعد من أبرز الفنانين الفلسطينيين الذين كرّسوا أعمالهم لتوثيق مدينة القدس ومعالمها الثقافية والدينية.

## حياته
بدأت موهبته الفنية في سن مبكرة، حيث اكتشف شغفه بالرسم بعد نكسة عام 1967. درس في معهد "بيت الفنانين" بالقدس، ثم حصل على دبلوم في التربية الفنية. في عام 1977، سافر إلى أوروبا لدراسة الفنون الجميلة، وعاد ليبدأ مسيرته الاحترافية في عام 1978.

## أعماله
تُركّز أعمال القواسمي على توثيق معالم القدس القديمة، بما في ذلك أبواب المدينة، أسواقها، حاراتها، ومعالم المسجد الأقصى. يستخدم في لوحاته تقنيات متنوعة مثل أقلام الرصاص والأكريليك، مما يضفي عليها طابعًا واقعيًا وجماليًا في آن واحد.
من أبرز أعماله المنشورة كتابه "كان ياما كان، القدس قبل مئة عام" (2016)، الذي يضم 70 لوحة تُصوّر القدس في أواخر العهد العثماني، وكتاب "قناديل الأقصى" (2022)، الذي يحتوي على 124 رسمًا لمعالم المسجد الأقصى.
بالإضافة إلى عمله الفني، يُعتبر القواسمي ناشطًا ثقافيًا، حيث شارك في العديد من المعارض المحلية والدولية، وساهم في نشر الثقافة الفلسطينية وحماية التراث المقدسي من خلال أعماله الفنية.
في عام 2025، أهدى القواسمي لوحاته الخاصة بالقدس والمسجد الأقصى إلى النجم الرياضي محمد أبو تريكة، وذلك خلال زيارة بعثة نادي العاصمة المقدسي إلى الدوحة.
من خلال أعماله، يُسهم شهاب القواسمي في نقل تاريخ وثقافة القدس إلى الأجيال الحالية والمستقبلية، مؤكدًا على أهمية الفن كوسيلة للحفاظ على الهوية الفلسطينية.